# Europamästerskapen i hastighetsåkning på skridskor för herrar
International Skating Union har arrangerat Europamästerskapen i hastighetsåkning på skridskor för herrar sedan 1893. Inofficiella mästerskap hölls mellan 1891 och 1892.

## Historia

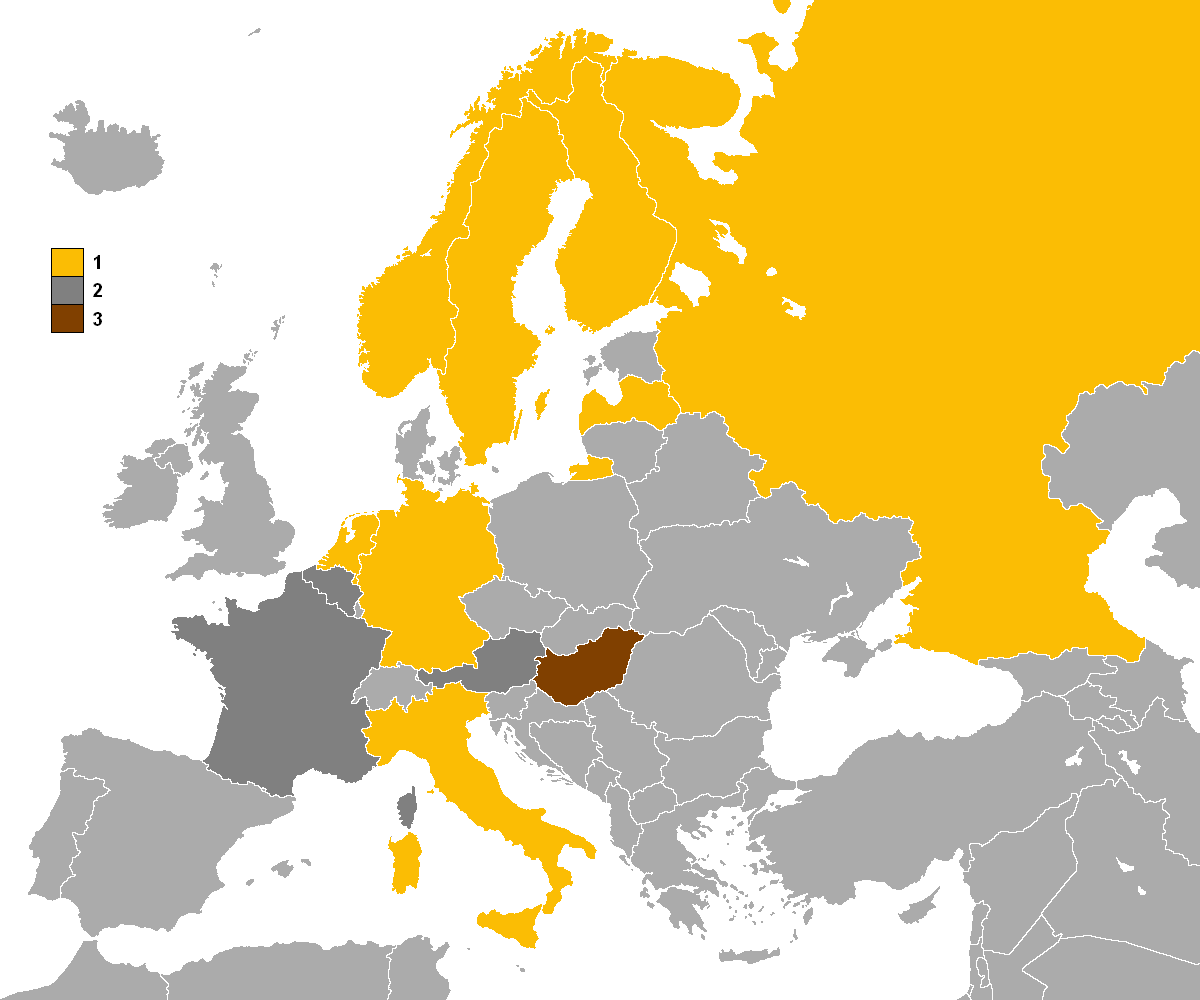
Länder som tagit medalj vid Europamästerskapen i hastighetsåkning på skridskor.

### Program
- Under åren 1891–1892 tävlades det i följande tre distanser: ⅓ engelsk mil (536 m) – 1 engelsk mil (1 609 m) – 3 engelska mil (4 828 m).
- Under åren 1893–1895 tävlades det i följande tre distanser: 500 m – 1 500 m – 5 000 m.
- Under åren 1896–1935 tävlades det i följande fyra distanser: 500 m – 1 500 m – 5 000 m – 10 000 m (allroundkombination).
- Under åren 1936–1947 tävlades det i följande fyra distanser: 500 m – 1 500 m – 3 000 m – 5 000 m (liten kombination).
- Under åren 1948–2017 och därefter under udda år, tävlas det i följande fyra distanser: 500 m – 1 500 m – 5 000 m – 10 000 m (allroundkombination).
- Sedan 2017 hålls det under udda år en separat tävling med följande fyra distanser: 500 m – 1 000 m – 500 m – 1000 m (sprintkombination).
- Sedan 2018 hålls det under jämna år ett distansmästerskap med följande sju distanser: 500 m, 1 000 m, 1 500 m, 5 000 m, lagtempo, masstart och lagsprint.[1]

Observera att vid Europamästerskapen 1967 i Lahtis, Finland var det så kallt att funktionärerna bestämde sig för att de inte ville utsätta skridskoåkarna för extrem kyla under längre perioder och därför ersatte 10 000 m med 3 000 m och att det under detta år blev en liten kombination istället för en allroundkombination.

### Rankningssystem
- Under åren 1891–1892 utsågs endast en europamästare ifall åkaren vann samtliga tre distanser. Ifall ingen åkare vann samtliga tre distanser så utsågs ingen vinnare. Inga silver- eller bronsmedaljörer utsågs.
- Under åren 1893–1907 utsågs endast en europamästare ifall åkaren vann majoriteten av distanserna. Det utsågs alltså ingen europamästare om ingen skridskoåkare vann minst tre distanser (två distanser under åren 1893–1895 då det endast tävlades i tre distanser). Inga silver- eller bronsmedaljörer utsågs.
- Under åren 1908–1925 blev åkarna tilldelade poäng (1 poäng för 1:a plats, 2 poäng för 2:a plats och så vidare). Den slutliga rankingen avgjordes sedan genom att åkarna rankades efter lägst antal poäng. Regeln att en skridskoåkare som vann minst tre distanser automatiskt blev europamästare gällde dock fortfarande så rankingen kunde påverkas av det. Silver- och bronsmedaljörer började utses.
- Under åren 1926–1927 var poängen som delades ut en procentuell poäng uträknad utifrån skridskoåkarens tid jämfört med den aktuella europeiska rekordtiden. Utöver det var systemet detsamma som under de föregående åren.
- Sedan 1928 rankas åkarna enligt skridskopoäng. Skridskopoängen baseras alltid på distansen 500 meter.[2]

## Medaljörer
Siffra inom parentes anger antalet segrar i motsvarande gren. Fetstil anger att det är ett rekord i antalet segrar.

### Inofficiella Allround-mästerskap
| År   | Stad      | Guld            | Silver        | Brons          |
| ---- | --------- | --------------- | ------------- | -------------- |
| 1891 | Hamburg   | Ingen utsedd    | Ingen utsedd  | Ingen utsedd   |
| 1892 | Wien      | Franz Schilling | Ingen utsedd  | Ingen utsedd   |
| 1946 | Trondheim | Göthe Hedlund   | Aage Johansen | Nikolay Petrov |

### Officiella Allround-mästerskap
Observera att mellan 1936 och 1948 fick icke-europeiska skridskoåkare delta om de tävlade för europeiska skridskoklubbar.
| År   | Stad                                       | Guld                                       | Silver                                     | Brons                                      |
| ---- | ------------------------------------------ | ------------------------------------------ | ------------------------------------------ | ------------------------------------------ |
| 1893 | Berlin                                     | Rudolf Ericson                             | Ingen utsedd                               | Ingen utsedd                               |
| 1894 | Hamar                                      | Ingen utsedd                               | Ingen utsedd                               | Ingen utsedd                               |
| 1895 | Budapest                                   | Alfred Næss                                | Ingen utsedd                               | Ingen utsedd                               |
| 1896 | Hamburg                                    | Julius Seyler                              | Ingen utsedd                               | Ingen utsedd                               |
| 1897 | Amsterdam                                  | Julius Seyler (2)                          | Ingen utsedd                               | Ingen utsedd                               |
| 1898 | Helsingfors                                | Gustaf Estlander                           | Ingen utsedd                               | Ingen utsedd                               |
| 1899 | Davos                                      | Peder Østlund                              | Ingen utsedd                               | Ingen utsedd                               |
| 1900 | Štrbské Pleso                              | Peder Østlund (2)                          | Ingen utsedd                               | Ingen utsedd                               |
| 1901 | Trondheim                                  | Rudolf Gundersen                           | Ingen utsedd                               | Ingen utsedd                               |
| 1902 | Davos                                      | Johan Schwartz                             | Ingen utsedd                               | Ingen utsedd                               |
| 1903 | Oslo                                       | Ingen utsedd                               | Ingen utsedd                               | Ingen utsedd                               |
| 1904 | Davos                                      | Rudolf Gundersen                           | Ingen utsedd                               | Ingen utsedd                               |
| 1905 | Stockholm                                  | Johan Vikander                             | Ingen utsedd                               | Ingen utsedd                               |
| 1906 | Davos                                      | Rudolf Gundersen (3)                       | Ingen utsedd                               | Ingen utsedd                               |
| 1907 | Davos                                      | Moje Öholm                                 | Ingen utsedd                               | Ingen utsedd                               |
| 1908 | Klagenfurt                                 | Moje Öholm (2)                             | Oscar Mathisen                             | Thomas Bohrer                              |
| 1909 | Budapest                                   | Oscar Mathisen                             | Thomas Bohrer                              | Moje Öholm                                 |
| 1910 | Viborg                                     | Nikolay Strunnikov                         | Magnus Johansen                            | Oscar Mathisen                             |
| 1911 | Hamar                                      | Nikolay Strunnikov (2)                     | Thomas Bohrer                              | Otto Andersson                             |
| 1912 | Stockholm                                  | Oscar Mathisen                             | Gunnar Strömstén                           | Martin Sæterhaug                           |
| 1913 | St. Petersburg                             | Vasilij Ippolitov                          | Oscar Mathisen                             | Nikita Naidenov                            |
| 1914 | Berlin                                     | Oscar Mathisen (3)                         | Vasilij Ippolitov                          | Bjarne Frang                               |
| 1915 | Hölls inte på grund av första världskriget | Hölls inte på grund av första världskriget | Hölls inte på grund av första världskriget | Hölls inte på grund av första världskriget |
| 1916 | Hölls inte på grund av första världskriget | Hölls inte på grund av första världskriget | Hölls inte på grund av första världskriget | Hölls inte på grund av första världskriget |
| 1917 | Hölls inte på grund av första världskriget | Hölls inte på grund av första världskriget | Hölls inte på grund av första världskriget | Hölls inte på grund av första världskriget |
| 1918 | Hölls inte på grund av första världskriget | Hölls inte på grund av första världskriget | Hölls inte på grund av första världskriget | Hölls inte på grund av första världskriget |
| 1919 | Hölls inte på grund av första världskriget | Hölls inte på grund av första världskriget | Hölls inte på grund av första världskriget | Hölls inte på grund av första världskriget |
| 1920 | Hölls inte på grund av första världskriget | Hölls inte på grund av första världskriget | Hölls inte på grund av första världskriget | Hölls inte på grund av första världskriget |
| 1921 | Hölls inte på grund av första världskriget | Hölls inte på grund av första världskriget | Hölls inte på grund av första världskriget | Hölls inte på grund av första världskriget |
| 1922 | Helsingfors                                | Clas Thunberg                              | Ole Olsen                                  | Asser Wallenius                            |
| 1923 | Hamar                                      | Harald Strøm                               | Clas Thunberg                              | Roald Larsen                               |
| 1924 | Oslo                                       | Roald Larsen                               | Clas Thunberg                              | Oskar Olsen                                |
| 1925 | St. Moritz                                 | Otto Polacsek                              | Roald Larsen                               | Oskar Olsen                                |
| 1926 | Chamonix                                   | Julius Skutnabb                            | Otto Polacsek                              | Uuno Pietilä                               |
| 1927 | Stockholm                                  | Bernt Evensen                              | Clas Thunberg                              | Ivar Ballangrud                            |
| 1928 | Oslo                                       | Clas Thunberg                              | Bernt Evensen                              | Roald Larsen                               |
| 1929 | Davos                                      | Ivar Ballangrud                            | Clas Thunberg                              | Roald Larsen                               |
| 1930 | Trondheim                                  | Ivar Ballangrud                            | Michael Staksrud                           | Thorstein Stenbek                          |
| 1931 | Stockholm                                  | Clas Thunberg                              | Ossi Blomqvist                             | Dolf van der Scheer                        |
| 1932 | Davos                                      | Clas Thunberg (4)                          | Ossi Blomqvist                             | Rudolf Riedl                               |
| 1933 | Viborg                                     | Ivar Ballangrud                            | Birger Wasenius                            | Kalle Paananen                             |
| 1934 | Hamar                                      | Michael Staksrud                           | Max Stiepl                                 | Karl Wazulek                               |
| 1935 | Helsingfors                                | Karl Wazulek                               | Bernt Evensen                              | Birger Wasenius                            |
| 1936 | Oslo                                       | Ivar Ballangrud (4)                        | Charles Mathiesen                          | Harry Haraldsen                            |
| 1937 | Davos                                      | Michael Staksrud (2)                       | Hans Engnestangen                          | Birger Wasenius                            |
| 1938 | Oslo                                       | Charles Mathiesen                          | Harry Haraldsen                            | Ivar Ballangrud                            |
| 1939 | Riga                                       | Alfons Bērziņš                             | Charles Mathiesen                          | Aage Johansen                              |
| 1940 | Hölls inte på grund av andra världskriget  | Hölls inte på grund av andra världskriget  | Hölls inte på grund av andra världskriget  | Hölls inte på grund av andra världskriget  |
| 1941 | Hölls inte på grund av andra världskriget  | Hölls inte på grund av andra världskriget  | Hölls inte på grund av andra världskriget  | Hölls inte på grund av andra världskriget  |
| 1942 | Hölls inte på grund av andra världskriget  | Hölls inte på grund av andra världskriget  | Hölls inte på grund av andra världskriget  | Hölls inte på grund av andra världskriget  |
| 1943 | Hölls inte på grund av andra världskriget  | Hölls inte på grund av andra världskriget  | Hölls inte på grund av andra världskriget  | Hölls inte på grund av andra världskriget  |
| 1944 | Hölls inte på grund av andra världskriget  | Hölls inte på grund av andra världskriget  | Hölls inte på grund av andra världskriget  | Hölls inte på grund av andra världskriget  |
| 1945 | Hölls inte på grund av andra världskriget  | Hölls inte på grund av andra världskriget  | Hölls inte på grund av andra världskriget  | Hölls inte på grund av andra världskriget  |
| 1946 | Hölls inte på grund av andra världskriget  | Hölls inte på grund av andra världskriget  | Hölls inte på grund av andra världskriget  | Hölls inte på grund av andra världskriget  |
| 1947 | Stockholm                                  | Åke Seyffarth                              | Göthe Hedlund                              | Sverre Farstad                             |
| 1948 | Hamar                                      | Reidar Liaklev                             | Göthe Hedlund                              | Odd Lundberg                               |
| 1949 | Davos                                      | Sverre Farstad                             | Hjalmar Andersen                           | Kornél Pajor                               |
| 1950 | Helsingfors                                | Hjalmar Andersen                           | Reidar Liaklev                             | Sverre Haugli                              |
| 1951 | Oslo                                       | Hjalmar Andersen                           | Wim van der Voort                          | Henry Wahl                                 |
| 1952 | Östersund                                  | Hjalmar Andersen (3)                       | Kees Broekman                              | Kornél Pajor                               |
| 1953 | Hamar                                      | Kees Broekman                              | Wim van der Voort                          | Ivar Martinsen                             |
| 1954 | Davos                                      | Boris Shilkov                              | Hjalmar Andersen                           | Sigvard Ericsson                           |
| 1955 | Falun                                      | Sigvard Ericsson                           | Oleg Goncharenko                           | Dmitry Sakunenko                           |
| 1956 | Helsingfors                                | Jevgenij Grisjin                           | Knut Johannesen                            | Sigvard Ericsson                           |
| 1957 | Oslo                                       | Oleg Goncharenko                           | Knut Johannesen                            | Roald Aas                                  |
| 1958 | Eskilstuna                                 | Oleg Goncharenko (2)                       | Vladimir Shilykovsky                       | Knut Johannesen                            |
| 1959 | Göteborg                                   | Knut Johannesen                            | Juhani Järvinen                            | Toivo Salonen                              |
| 1960 | Oslo                                       | Knut Johannesen (2)                        | Boris Stenin                               | Roald Aas                                  |
| 1961 | Helsingfors                                | Viktor Kosichkin                           | Henk van der Grift                         | André Kouprianoff                          |
| 1962 | Oslo                                       | Robert Merkulov                            | André Kouprianoff                          | Boris Stenin                               |
| 1963 | Göteborg                                   | Nils Aaness                                | Knut Johannesen                            | Per Ivar Moe                               |
| 1964 | Oslo                                       | Ants Antson                                | Yuri Yumashev                              | Per Ivar Moe                               |
| 1965 | Göteborg                                   | Eduard Matusevich                          | Per Ivar Moe                               | Viktor Kosichkin                           |
| 1966 | Deventer                                   | Ard Schenk                                 | Kees Verkerk                               | Valeri Kaplan                              |
| 1967 | Lahtis                                     | Kees Verkerk                               | Valeri Kaplan                              | Eduard Matusevich                          |
| 1968 | Oslo                                       | Fred Anton Maier                           | Eduard Matusevich                          | Magne Thomassen                            |
| 1969 | Inzell                                     | Dag Fornæss                                | Kees Verkerk                               | Göran Claeson                              |
| 1970 | Innsbruck                                  | Ard Schenk                                 | Dag Fornæss                                | Göran Claeson                              |
| 1971 | Heerenveen                                 | Dag Fornæss (2)                            | Ard Schenk                                 | Kees Verkerk                               |
| 1972 | Davos                                      | Ard Schenk (3)                             | Roar Grønvold                              | Jan Bols                                   |
| 1973 | Grenoble                                   | Göran Claeson                              | Hans van Helden                            | Harm Kuipers                               |
| 1974 | Eskilstuna                                 | Göran Claeson (2)                          | Amund Sjøbrend                             | Hans van Helden                            |
| 1975 | Heerenveen                                 | Sten Stensen                               | Harm Kuipers                               | Piet Kleine                                |
| 1976 | Oslo                                       | Kay Arne Stenshjemmet                      | Sten Stensen                               | Jan Egil Storholt                          |
| 1977 | Larvik                                     | Jan Egil Storholt                          | Kay Arne Stenshjemmet                      | Amund Sjøbrend                             |
| 1978 | Oslo                                       | Sergey Marchuk                             | Sten Stensen                               | Jan Egil Storholt                          |
| 1979 | Deventer                                   | Jan Egil Storholt (2)                      | Kay Arne Stenshjemmet                      | Sergey Marchuk                             |
| 1980 | Trondheim                                  | Kay Arne Stenshjemmet (2)                  | Jan Egil Storholt                          | Tom Erik Oxholm                            |
| 1981 | Deventer                                   | Amund Sjøbrend                             | Hilbert van der Duim                       | Kay Arne Stenshjemmet                      |
| 1982 | Oslo                                       | Tomas Gustafson                            | Rolf Falk-Larssen                          | Hilbert van der Duim                       |
| 1983 | Haag                                       | Hilbert van der Duim                       | Yep Kramer                                 | Bjørn Nyland                               |
| 1984 | Larvik                                     | Hilbert van der Duim (2)                   | Rolf Falk-Larssen                          | Frits Schalij                              |
| 1985 | Eskilstuna                                 | Hein Vergeer                               | Frits Schalij                              | Oleg Bozhev                                |
| 1986 | Oslo                                       | Hein Vergeer (2)                           | Aleksandr Mozin                            | Tomas Gustafson                            |
| 1987 | Trondheim                                  | Nikolay Gulyayev                           | Michael Hadschieff                         | Hein Vergeer                               |
| 1988 | Haag                                       | Tomas Gustafson (2)                        | Leo Visser                                 | Gerard Kemkers                             |
| 1989 | Göteborg                                   | Leo Visser                                 | Gerard Kemkers                             | Geir Karlstad                              |
| 1990 | Heerenveen                                 | Bart Veldkamp                              | Tomas Gustafson                            | Leo Visser                                 |
| 1991 | Sarajevo                                   | Johann Olav Koss                           | Leo Visser                                 | Bart Veldkamp                              |
| 1992 | Heerenveen                                 | Falko Zandstra                             | Johann Olav Koss                           | Rintje Ritsma                              |
| 1993 | Heerenveen                                 | Falko Zandstra (2)                         | Johann Olav Koss                           | Rintje Ritsma                              |
| 1994 | Hamar                                      | Rintje Ritsma                              | Johann Olav Koss                           | Falko Zandstra                             |
| 1995 | Heerenveen                                 | Rintje Ritsma                              | Falko Zandstra                             | Roberto Sighel                             |
| 1996 | Heerenveen                                 | Rintje Ritsma                              | Ids Postma                                 | Martin Hersman                             |
| 1997 | Heerenveen                                 | Ids Postma                                 | Rintje Ritsma                              | Falko Zandstra                             |
| 1998 | Helsingfors                                | Rintje Ritsma                              | Roberto Sighel                             | Vadim Sayutin                              |
| 1999 | Heerenveen                                 | Rintje Ritsma                              | Roberto Sighel                             | Dmitry Shepel                              |
| 2000 | Hamar                                      | Rintje Ritsma (6)                          | Eskil Ervik                                | Ids Postma                                 |
| 2001 | Baselga di Pinè                            | Dmitry Shepel                              | Bart Veldkamp                              | Ids Postma                                 |
| 2002 | Erfurt                                     | Jochem Uytdehaage                          | Carl Verheijen                             | Dmitry Shepel                              |
| 2003 | Heerenveen                                 | Gianni Romme                               | Rintje Ritsma                              | Mark Tuitert                               |
| 2004 | Heerenveen                                 | Mark Tuitert                               | Carl Verheijen                             | Jochem Uytdehaage                          |
| 2005 | Heerenveen                                 | Jochem Uytdehaage (2)                      | Sven Kramer                                | Carl Verheijen                             |
| 2006 | Hamar                                      | Enrico Fabris                              | Eskil Ervik                                | Håvard Bøkko                               |
| 2007 | Collalbo                                   | Sven Kramer                                | Enrico Fabris                              | Carl Verheijen                             |
| 2008 | Kolomna                                    | Sven Kramer                                | Håvard Bøkko                               | Enrico Fabris                              |
| 2009 | Heerenveen                                 | Sven Kramer                                | Håvard Bøkko                               | Wouter olde Heuvel                         |
| 2010 | Hamar                                      | Sven Kramer                                | Enrico Fabris                              | Ivan Skobrev                               |
| 2011 | Collalbo                                   | Ivan Skobrev                               | Jan Blokhuijsen                            | Koen Verweij                               |
| 2012 | Budapest                                   | Sven Kramer                                | Jan Blokhuijsen                            | Håvard Bøkko                               |
| 2013 | Heerenveen                                 | Sven Kramer                                | Jan Blokhuijsen                            | Håvard Bøkko                               |
| 2014 | Hamar                                      | Jan Blokhuijsen                            | Koen Verweij                               | Håvard Bøkko                               |
| 2015 | Chelyabinsk                                | Sven Kramer                                | Koen Verweij                               | Denis Yuskov                               |
| 2016 | Minsk                                      | Sven Kramer                                | Bart Swings                                | Jan Blokhuijsen                            |
| 2017 | Heerenveen                                 | Sven Kramer                                | Jan Blokhuijsen                            | Bart Swings                                |
| 2019 | Collalbo                                   | Sven Kramer (10)                           | Patrick Roest                              | Sverre Lunde Pedersen                      |
| 2021 | Heerenveen                                 | Patrick Roest                              | Marcel Bosker                              | Sverre Lunde Pedersen                      |
| 2023 | Hamar                                      | Patrick Roest (2)                          | Sander Eitrem                              | Bart Swings                                |

### Sprint
| År   | Stad       | Guld               | Silver                      | Brons                |
| ---- | ---------- | ------------------ | --------------------------- | -------------------- |
| 2017 | Heerenveen | Kai Verbij         | Kjeld Nuis                  | Nico Ihle            |
| 2019 | Collalbo   | Kai Verbij (2)     | Håvard Holmefjord Lorentzen | Henrik Fagerli Rukke |
| 2021 | Heerenveen | Thomas Krol        | Hein Otterspeer             | Joel Dufter          |
| 2023 | Hamar      | Merijn Scheperkamp | Hein Otterspeer             | Marten Liiv          |

### 500 meter
| År   | Stad       | Guld              | Silver             | Brons             |
| ---- | ---------- | ----------------- | ------------------ | ----------------- |
| 2018 | Kolomna    | Ronald Mulder     | Mika Poutala       | Pavel Kulizhnikov |
| 2020 | Heerenveen | Pavel Kulizhnikov | Dai Dai N'tab      | Ruslan Murashov   |
| 2022 | Heerenveen | Piotr Michalski   | Merijn Scheperkamp | Dai Dai N'tab     |
| 2024 | Heerenveen | Jenning de Boo    | Marten Liiv        | Marek Kania       |

### 1 000 meter
| År   | Stad       | Guld                  | Silver         | Brons      |
| ---- | ---------- | --------------------- | -------------- | ---------- |
| 2018 | Kolomna    | Pavel Kulizhnikov     | Denis Yuskov   | Nico Ihle  |
| 2020 | Heerenveen | Pavel Kulizhnikov (2) | Thomas Krol    | Kai Verbij |
| 2022 | Heerenveen | Thomas Krol           | Kjeld Nuis     | Kai Verbij |
| 2024 | Heerenveen | Kjeld Nuis            | Jenning de Boo | Tim Prins  |

### 1 500 meter
| År   | Stad       | Guld            | Silver       | Brons                |
| ---- | ---------- | --------------- | ------------ | -------------------- |
| 2018 | Kolomna    | Denis Yuskov    | Thomas Krol  | Koen Verweij         |
| 2020 | Heerenveen | Thomas Krol     | Denis Yuskov | Patrick Roest        |
| 2022 | Heerenveen | Kjeld Nuis      | Thomas Krol  | Allan Dahl Johansson |
| 2024 | Heerenveen | Peder Kongshaug | Kjeld Nuis   | Patrick Roest        |

### 5 000 meter
| År   | Stad       | Guld              | Silver               | Brons               |
| ---- | ---------- | ----------------- | -------------------- | ------------------- |
| 2018 | Kolomna    | Nicola Tumolero   | Aleksandr Rumyantsev | Marcel Bosker       |
| 2020 | Heerenveen | Patrick Roest     | Sven Kramer          | Denis Yuskov        |
| 2022 | Heerenveen | Patrick Roest     | Jorrit Bergsma       | Hallgeir Engebråten |
| 2024 | Heerenveen | Patrick Roest (3) | Davide Ghiotto       | Sander Eitrem       |

### Masstart
| År   | Stad       | Guld            | Silver            | Brons                |
| ---- | ---------- | --------------- | ----------------- | -------------------- |
| 2018 | Kolomna    | Jan Blokhuijsen | Andrea Giovannini | Ruslan Zakharov      |
| 2020 | Heerenveen | Bart Swings     | Arjan Stroetinga  | Danila Semerikov     |
| 2022 | Heerenveen | Bart Swings     | Livio Wenger      | Ruslan Zakharov      |
| 2024 | Heerenveen | Bart Swings (3) | Gabriel Odor      | Allan Dahl Johansson |

### Lagtempo
| År   | Stad       | Guld                                                              | Silver                                                               | Brons                                                        |
| ---- | ---------- | ----------------------------------------------------------------- | -------------------------------------------------------------------- | ------------------------------------------------------------ |
| 2018 | Kolomna    | Nederländerna Jan Blokhuijsen Marcel Bosker Simon Schouten        | Ryssland Sergey Gryaztsov Aleksandr Rumyantsev Danila Semerikov      | Polen Zbigniew Bródka Jan Szymański Adrian Wielgat           |
| 2020 | Heerenveen | Nederländerna Marcel Bosker Sven Kramer Patrick Roest             | Ryssland Aleksandr Rumyantsev Danila Semerikov Denis Yuskov          | Norge Håvard Bøkko Hallgeir Engebråten Sverre Lunde Pedersen |
| 2022 | Heerenveen | Nederländerna Marcel Bosker (3) Sven Kramer (2) Patrick Roest (2) | Norge Hallgeir Engebråten Allan Dahl Johansson Sverre Lunde Pedersen | Italien Davide Ghiotto Andrea Giovannini Michele Malfatti    |
| 2024 | Heerenveen | Norge Sander Eitrem Peder Kongshaug Sverre Lunde Pedersen         | Italien Davide Ghiotto Andrea Giovannini Michele Malfatti            | Nederländerna Marcel Bosker Bart Hoolwerf Chris Huizinga     |

### Lagsprint
| År   | Stad       | Guld                                                                | Silver                                                                  | Brons                                                      |
| ---- | ---------- | ------------------------------------------------------------------- | ----------------------------------------------------------------------- | ---------------------------------------------------------- |
| 2018 | Kolomna    | Ryssland Pavel Kulizhnikov Ruslan Murashov Denis Yuskov             | Finland Pekka Koskela Harri Levo Mika Poutala                           | Polen Sebastian Klosinski Piotr Michalski Artur Nogal      |
| 2020 | Heerenveen | Ryssland Pavel Kulizhnikov (2) Ruslan Murashov (2) Viktor Mushtakov | Norge Odin By Farstad Håvard Holmefjord Lorentzen Bjørn Magnussen       | Schweiz Oliver Grob Christian Oberbichler Livio Wenger     |
| 2022 | Heerenveen | Nederländerna Merijn Scheperkamp Tijmen Snel Kai Verbij             | Norge Håvard Holmefjord Lorentzen Bjørn Magnussen Henrik Fagerli Rukke  | Polen Marek Kania Piotr Michalski Damian Żurek             |
| 2024 | Heerenveen | Polen Marek Kania Piotr Michalski Damian Żurek                      | Norge Pål Myhren Kristensen Bjørn Magnussen Håvard Holmefjord Lorentzen | Nederländerna Stefan Westenbroek Jenning de Boo Wesly Dijs |

## Medaljtabell

### Allround och sprint (1891–2023)
| Nr                   | Nation               | Guld | Silver | Brons | Totalt |
| -------------------- | -------------------- | ---- | ------ | ----- | ------ |
| 1                    | Nederländerna        | 41   | 33     | 26    | 100    |
| 2                    | Norge                | 38   | 39     | 38    | 115    |
| 3                    | Sovjetunionen        | 10   | 7      | 8     | 25     |
| 4                    | Sverige              | 10   | 3      | 8     | 21     |
| 5                    | Finland              | 7    | 9      | 6     | 22     |
| 6                    | Ryssland             | 5    | 1      | 6     | 12     |
| 7                    | Österrike            | 3    | 5      | 3     | 11     |
| 8                    | Tyskland             | 2    | 0      | 2     | 4      |
| 9                    | Italien              | 1    | 4      | 2     | 7      |
| 10                   | Lettland             | 1    | 0      | 0     | 1      |
| 11                   | Belgien              | 0    | 2      | 2     | 4      |
| 12                   | Frankrike            | 0    | 1      | 1     | 2      |
| 13                   | Estland              | 0    | 0      | 1     | 1      |
| 13                   | Ungern               | 0    | 0      | 1     | 1      |
| Totalt (14 nationer) | Totalt (14 nationer) | 118  | 104    | 104   | 326    |

### Distans (2018–2024)
| Nr                   | Nation               | Guld | Silver | Brons | Totalt |
| -------------------- | -------------------- | ---- | ------ | ----- | ------ |
| 1                    | Nederländerna        | 14   | 11     | 10    | 35     |
| 2                    | Ryssland             | 6    | 5      | 6     | 17     |
| 3                    | Belgien              | 3    | 0      | 0     | 3      |
| 4                    | Norge                | 2    | 4      | 5     | 11     |
| 5                    | Polen                | 2    | 0      | 4     | 6      |
| 6                    | Italien              | 1    | 3      | 1     | 5      |
| 7                    | Finland              | 0    | 2      | 0     | 2      |
| 8                    | Schweiz              | 0    | 1      | 1     | 2      |
| 9                    | Estland              | 0    | 1      | 0     | 1      |
| 9                    | Österrike            | 0    | 1      | 0     | 1      |
| 11                   | Tyskland             | 0    | 0      | 1     | 1      |
| Totalt (11 nationer) | Totalt (11 nationer) | 28   | 28     | 28    | 84     |

### Sammanlagd medaljtabell (1891–2024)
| Nr                   | Nation               | Guld | Silver | Brons | Totalt |
| -------------------- | -------------------- | ---- | ------ | ----- | ------ |
| 1                    | Nederländerna        | 55   | 44     | 36    | 135    |
| 2                    | Norge                | 40   | 43     | 43    | 126    |
| 3                    | Ryssland             | 11   | 6      | 12    | 29     |
| 4                    | Sovjetunionen        | 10   | 7      | 8     | 25     |
| 5                    | Sverige              | 10   | 3      | 8     | 21     |
| 6                    | Finland              | 7    | 11     | 6     | 24     |
| 7                    | Österrike            | 3    | 6      | 3     | 12     |
| 8                    | Belgien              | 3    | 2      | 2     | 7      |
| 9                    | Italien              | 2    | 7      | 3     | 12     |
| 10                   | Polen                | 2    | 0      | 4     | 6      |
| 11                   | Tyskland             | 2    | 0      | 3     | 5      |
| 12                   | Lettland             | 1    | 0      | 0     | 1      |
| 13                   | Estland              | 0    | 1      | 1     | 2      |
| 13                   | Frankrike            | 0    | 1      | 1     | 2      |
| 13                   | Schweiz              | 0    | 1      | 1     | 2      |
| 16                   | Ungern               | 0    | 0      | 1     | 1      |
| Totalt (16 nationer) | Totalt (16 nationer) | 146  | 132    | 132   | 410    |